# مارک بلوخ
مارک لئوپولد بنجامین بلوک (به فرانسوی: Marc Léopold Benjamin Bloch) (تلفظ: (‎/blɒk/‎; فرانسوی: [maʁk blɔk]) (۶ ژوئیه ۱۸۸۶ – ۱۶ ژوئن ۱۹۴۴) تاریخ‌دان فرانسوی و از مؤسّسین مکتبِ آنال بود. بلوک متخصص تاریخ قرون وسطی بود و در زمینهٔ فرانسه در قرون وسطی مطالعات بسیاری انجام داد. وی در سال‌های ۱۹۲۰–۱۹۳۶ در دانشگاه استراسبورگ، سال‌های ۱۹۳۶–۱۹۳۹ در دانشگاه پاریس، و سال‌های ۱۹۴۱–۱۹۴۴ در دانشگاه مونپلیه به تدریس پرداخت.

## زندگی‌نامه
بلوک در یک خانوادهٔ یهودی در لیون زاده شد، ولی به‌دلیل شغل پدرش گوستاو بلوک، که استاد اروپای دوران قدیم در دانشگاه سوربن بود، به پاریس مهاجرت کردند و در آن‌جا بزرگ شد. بلوک در لیسه‌های مختلف پاریس و مدرسهٔ عالی نرمال تحصیل کرد و از کودکی تحت تأثیر یهودستیزی ماجرای دریفوس قرار گرفت. وی در جنگ جهانی اول در ارتش فرانسه خدمت کرد و در نبرد اول مارن و نبرد سم جنگید. پس از جنگ، دکترای خود را در سال ۱۹۱۸ دریافت کرد و به‌عنوان مربی در دانشگاه استراسبورگ استخدام شد. در آن‌جا بود که نخستین تبادلات فکری میان او و لوسین فور شکل گرفت. این دو تن مکتب آنال را پایه گذاشتند و ژورنال دانشگاهی Annales d'histoire économique et sociale را در ۱۹۲۹ انتشار دادند. بلوک در روش تاریخ‌نگاریاش مدرن‌ترین بود و بارها بر اهمیت یکپارچه‌سازی و چندرشته‌ای کردن علوم مرتبط با تاریخ، به‌ویژه جغرافیا، جامعه‌شناسی و علم اقتصاد تأکید کرد.
بلوک در طی جنگ جهانی دوم برای خدمت داوطلب شد، و مسئول تأمین منابع سوخت ارتش فرانسه در جنگ تصنعی شد. او در نبرد دانکرک شرکت کرده و مدت کوتاهی را نیز در بریتانیا گذراند. پس از بازگشت به فرانسه، توانایی او برای کار توسط مقررات جدید ضدیهودی محدود شد، و مجبور شد پاریس را ترک کند. او شکایت کرده‌بود که مقامات آلمان نازی آپارتمانش را غارت کرده و کتاب‌های او را دزدیده‌اند. وی همچنین مجبور شد موضع خود را در هیئت تحریریهٔ مجلهٔ آنال رها کند. بلوک به مقاومت فرانسه پیوست و عمدتاً به‌عنوان پیک و مترجم فعالیت داشت. بلوک در سال ۱۹۴۴ در لیون دستگیر شد و تیرباران گردید.
مطالعات تاریخی او و مرگ وی به‌عنوان یکی از اعضای مقاومت، بلوک را به‌شدت مورد توجه نسل مورخان فرانسوی پس از جنگ قرار داده است.